# 林忠雄
林 忠雄（はやし ただお、1923年6月28日 - 1998年5月11日）は日本の自治官僚。

## 概要
広島県出身。東京帝国大学法学部卒業。1947年後期採用で総理庁官房自治課に入る。その後、千葉県、愛知県、鳥取県などの地方勤務を経て、行政課長、総務課長、公務員部長、行政局長と、自治官僚としては行政畑を歩く。1978年9月1日に自治事務次官に就任。1979年10月15日に自治省を退官した後は、1980年の参院選や鈴木俊一東京都知事から東京都副知事の打診があったが、誘いを一切断り、自治医科大学理事長に就任し、1993年まで務めた。1995年、勲二等旭日重光章を受章。
ピアノ、バイオリン、チェロ、フルート等の趣味をこなす音楽家であった。